# ناثان كوهن
ناثان كوهن (بالإنجليزية: Nathan Cohen)‏ (و. 1986 – م) هو مجدف، من نيوزيلندا، ولد في كرايستشرش، شارك في ألعاب أولمبية صيفية 2012، وألعاب أولمبية صيفية 2008.

## التعليم
تعلم في جامعة أوتاغو، وجامعة كانتربري.

## جوائز
حصل على جوائز منها:
- نيشان الاستحقاق لنيوزيلندا.

## روابط خارجية
- ناثان كوهن على موقع الاتحاد الدولي للتجديف (الإنجليزية)
- ناثان كوهن على موقع اللجنة الأولمبية الدولية (الإنجليزية)
- ناثان كوهن على موقع أوليمبيديا (الإنجليزية)
- ناثان كوهن على موقع اللجنة الأولمبية النيوزيلندية (الإنجليزية)